# Landgrafschaft Breisgau

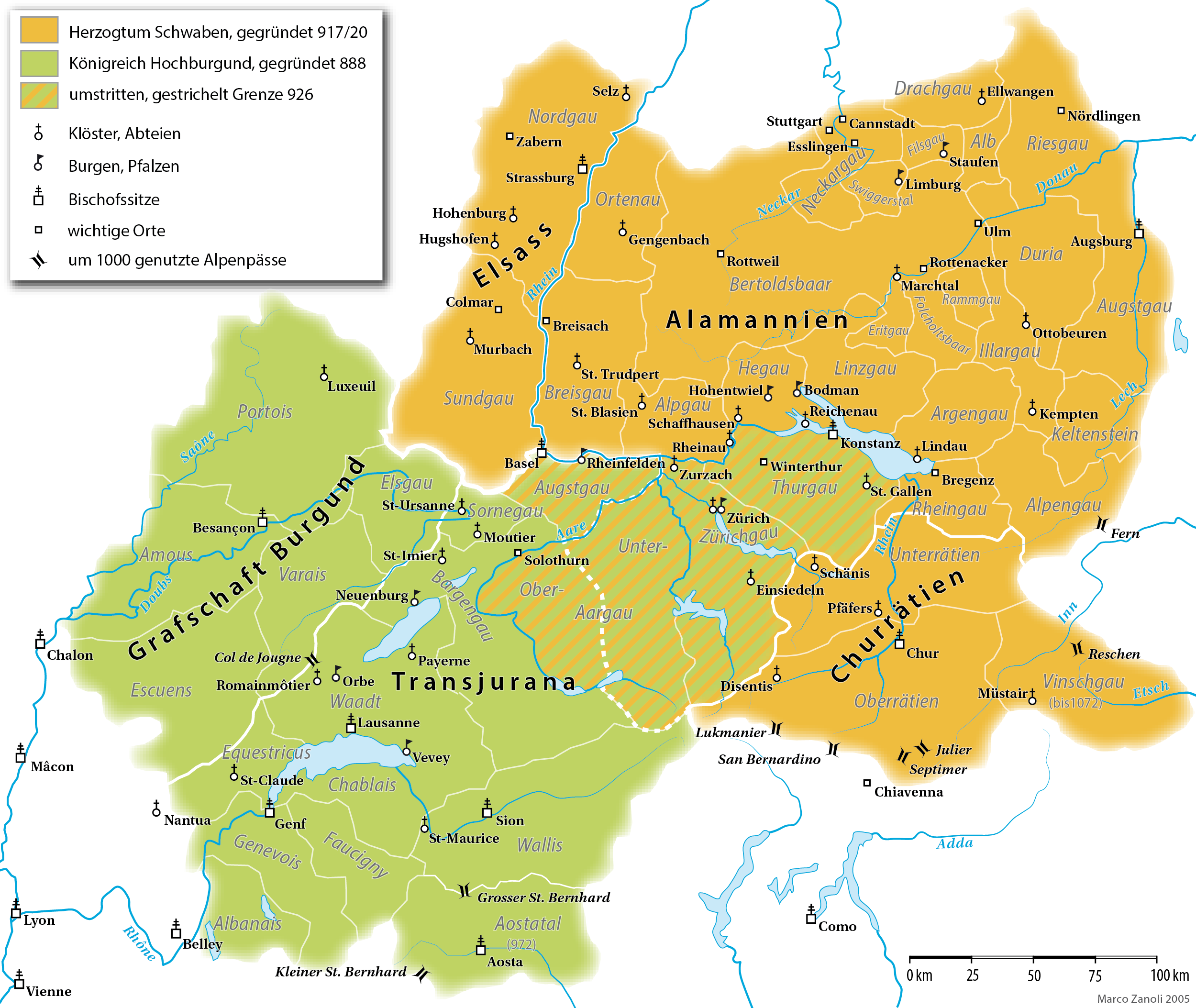
Die alamannischen Gaue um 1000 n. Chr.

Die Landgrafschaft Breisgau war eine Grafschaft im heutigen Breisgau. Der Name Brisgavi wird schon zur römischen Zeit erstmals genannt, der Begriff als Landgrafschaft ist ab 700 fassbar und aus der Zeit der Herzöge von Zähringen, die aus ihr hervorgingen. 

## Geschichte
Die Landgrafschaft Breisgau grenzte im Norden an die Mortenau und im Westen an den Sundgau, im Süden an den Albgau. Sie wurde wegen ihrer Größe schon um 900 in eine Obere und eine Untere Grafschaft geteilt, die je einen Grafen hatte. Laut Bader reichte die „Untere“ Landgrafschaft von der Bleiche bis nach Neuenburg am Rhein, die „Obere“ vom Sausenhard bis ins Wehratal. 
1318 verheiratete Markgraf Heinrich von Hachberg seine Schwester Anna an den Grafen Friedrich von Freiburg und gab ihr mit Bewilligung seiner Brüder und Vettern die Landgrafschaft Breisgau pfandweise für siebenhundert Mark Silber zur Ehesteuer, jedoch auf ewige Wiedereinlösung und mit dem Vorbehalt des Rückempfangs ihrer Dörfer durch das Reich. Die Landgrafschaft Breisgau verblieb bis 1395 bei den Grafen von Freiburg, in diesem Jahr übergab Graf Konrad von Freiburg die Landgrafschaft seinem Schwager, dem Markgrafen Rudolf von Hachberg. Durch verschiedene Schulden sah er sich 1398 gezwungen Leopold Herzog von Österreich die Landgrafschaft zu treuen Händen zu übergeben. Nach Nutznießung und Bezahlung der Verbindlichkeiten, welches der Herzog Leopold auch einhielt, sollte die Landgrafschaft wieder zurückgegeben werden. Doch es kam anders, denn der Sohn des Herzogs Leopold, Friedrich IV. (Tirol), dachte nicht daran die Schulden zu begleichen, noch mehr: er betrachtete die Landgrafschaft insgesamt, also auch die untere Grafschaft (Sausenberg), als sein Eigentum, er behauptete dieses sei durch erfolgten Kauf unwiderufbar, konnte jedoch nie einen Kaufbrief vorweisen.

## Teilrückgewinnung
Graf Hans von Freiburg, dem Sohn Konrads gelang die Rückgewinnung der Herrschaft Badenweiler. Alle anderen Anstrengungen und auch ein Waffengang halfen nichts: Die Landgrafschaft blieb bei Österreich und wurde Bestandteil der Vorlande. Nur die obere Landgrafschaft im Breisgau, die Landgrafschaft Sausenberg, blieb beständig bei den Markgrafen von Hachberg. Dennoch mussten die Hachberger später noch 320 000 Gulden für den Verbleib von Sausenberg, Badenweiler und Rötteln an Österreich zahlen. Der Anfall des österreichischen Breisgaues an das Haus Baden war also für dieses nicht eine neue Akquisition, sondern vielmehr der endliche Wiedereintritt in ein uraltes, ihm bisher gewaltsam vorenthaltenes Besitzrecht.

## Herrscher im Breisgau
- Etichonen
- Alaholfinger
- Ruthard (Graf), 746 bis 790
- Guntram der Reiche, 904/930 bis 952
- Berthold I. (Breisgau), 962 bis 13. Juli 982
- Diethelm, um 976[3]
- Berthold II. (Breisgau)/Birchtilo, spätestens 990 bis nach 1005
- Adalbero, mindestens 1006 bis 1010[4]
- Berthold I. (Zähringen)
- Hermann I. (Baden), 1061 bis 1074
- Hermann II. (Baden), um 1087
- Berthold II. (Zähringen) um 1090 bis 1111
- Berthold III. (Zähringen) 1111 bis 1122
- Konrad I. (Zähringen) 1122 bis 1152
- Berthold IV. (Zähringen) 1152 bis 1186
- Berthold V. (Zähringen) 1186 bis † 1218,

Erben waren u. a. die Grafen von Freiburg; 1218 zieht Friedrich II. (HRR) die Rechte der Zähringer an das Reich zurück, die Belehnung erhält:
- Heinrich I. (Baden-Hachberg) 1218 bis 1231
- Heinrich II. (Baden-Hachberg) 1231 bis 1290
- Heinrich III. (Baden-Hachberg) 1290 bis 1330
- Heinrich IV. (Baden-Hachberg) 1330 bis 1369

Die Stadt Freiburg kam 1368, der Breisgau ab 1369 zu Vorderösterreich jedoch ohne das Markgräflerland, näheres siehe unter → Rudolf IV. (Hachberg-Sausenberg)
- Im zweiten Koalitionskrieg kam mit Artikel VI. im Frieden von Lunéville der Breisgau von 1801 bis 1806 an das Herzogtum Modena unter Ercole III. d’Este der ihn an Ferdinand Karl von Österreich-Este (1754–1806) übergab (siehe Herzogtum Modena-Breisgau). Danach kam der Breisgau im Frieden von Pressburg als Teil von Vorderösterreich an das neu gegründete Großherzogtum Baden.